# Tomás, Duque de Gênova
Tomás Alberto Vítor de Saboia (em italiano: Tommaso Alberto Vittorio di Savoia; Turim, 6 de fevereiro de 1854 – Turim , 15 de abril de 1931), duque de Gênova, foi um militar e nobre italiano, membro da Casa de Saboia.

## Início de vida
Tomás de Saboia-Gênova nasceu no Palácio Chiablese em Turim em 6 de fevereiro de 1854, filho de Fernando, duque de Gênova, e Maria Isabel da Saxônia. Ele era o irmão mais novo de Margarida de Saboia, futura esposa do rei Humberto I da Itália. Órfão de pai com apenas um ano de idade e tendo-o sucedido no título de duque de Gênova, Tomás foi colocado sob a tutela de seu tio Vítor Emanuel II, que supervisionou sua educação enviando-o para estudar na Harrow School em Londres.

## Carreira na Marinha
Tomás estava destinado a uma carreira na Marinha Real Italiana e frequentou a escola naval em Gênova. Em 1873, ele visitou o Japão com a patente de aspirante. De 31 de março de 1879 a 20 de setembro de 1881 , com a patente de capitão de fragata,  ele completou uma viagem ao redor do mundo no comando da corveta Vettor Pisani, um navio de guerra italiano em sua terceira campanha oceânica; durante a travessia, ele foi promovido ao posto de capitão do navio.

## Família
Em 15 de abril de 1883, ele se casou com a princesa Isabel da Baviera no Palácio de Nymphenburg, em Munique. O casal teve seis filhos:
1. Fernando, duque de Gênova (1884-1963); Casou-se em 1938 com Maria Luisa Alliaga Gandolfi (1899-1986), sem descendência.
2. Felisberto, Duque de Gênova (1895-1990); casou-se em 1928 com Lídia de Arenberg (1905-1977), sem descendência.
3. Bona Margarida (1896-1971); casada com o príncipe Conrado da Baviera (1883-1969), com descendência.
4. Adalberto, duque de Bergamo (1898-1982)
5. Maria Adelaide (1904-1979); casada em 1935 com Don Leone Massimo, príncipe de Arsoli (1896-1979)
6. Eugênio, Duque de Ancona (1906-1996); casou-se em 1938 com Lúcia de Bourbon-Duas Sicílias (1908-2001)